# Hassan Dijab
Hassan Dijab (arab. ‏حسان دياب‎, ur. 6 stycznia 1959 w Bejrucie) – libański inżynier, wykładowca akademicki i polityk, sunnita. 

## Życiorys
Studiował na brytyjskich uczelniach Leeds Metropolitan University, University of Surrey oraz University of Bath, gdzie otrzymał w 1985 r. stopień doktora w dziedzinie inżynierii komputerowej, a następnie został w 1997 r. profesorem na Uniwersytecie Amerykańskim w Bejrucie. W czerwcu 2011 r. objął stanowisko ministra edukacji i szkolnictwa wyższego w drugim rządzie Nadżiba Mikatiego, które pełnił do 2014 r.
19 grudnia 2019 r. został desygnowany na premiera Libanu po zaakceptowaniu w dniu poprzednim rezygnacji premiera Sada al-Haririego z 29 października. Jego desygnacja spotkała się z protestami, w tym demonstracją na placu Męczenników w centralnym Bejrucie 22 grudnia.
10 sierpnia 2020 Dijab podał się do dymisji w związku z eksplozją w porcie w Bejrucie. Funkcję szefa rządu ostatecznie przestał pełnić 10 września 2021 roku.